# Securidaca
Securidaca es un género de plantas con flores perteneciente a la familia  Polygalaceae. Comprende 114 especies.

## Especies seleccionadas
- Securidaca acuminata
- Securidaca affinis
- Securidaca amazonica
- Securidaca angustifolia
- Securidaca longipedunculata
- Securidaca virgata Sw. - flor de la cruz[1]

## Fitoquímica
Se ha aislado la Securidacaxantona A a partir de la corteza de la raíz de Securidaca longipedunculata.